# Rio Guaíba
Rio Guaíba är en flodmynning i Brasilien.   Den ligger i delstaten Rio Grande do Sul, i den södra delen av landet, 1 600 km söder om huvudstaden Brasília. Arean är 496 kvadratkilometer.